# Сабино, Донато Антонио
Дона́то Анто́нио Саби́но (итал. Donato Antonio Sabino), также известный как Антони́но Саби́но (Antonino Sabino), в прижизненных документах именуется также Саби́но II (Sabino II; 13 февраля 1591, Тури — июль 1650, Неаполь) — неаполитанский композитор. Брат Джованни Марии Сабино и дядя Франческо Сабино.

## Биография
Родился 13 февраля 1591 в местечке Тури, расположенного недалеко от города Бари на юге Италии. В неустановленный год переехал в Неаполь, где провёл бо́льшую часть жизни. С октября 1635 до 1649 года — органист женской консерватории Сантиссима-Аннунцьята, где в этот момент его брат Джованни Марии Сабино занимал должность капельмейстера. С мая 1642 до 1643 года одновременно занимал должность капельмейстера в консерватории Повери-ди-Джезу-Кристо, а с марта или апреля 1646 года — маэстро церкви Санта-Мария-а-Челларо. В 1649 году заменил брата на посту маэсьро консерватории Сантиссима-Аннунцьята. В отличие от сочинений брата, привнёсшего множество новшеств в музыку своего времени, немногочисленные дошедшие до нас сочинения Донато Антонио Сабино характеризуются архаичным звучанием. Скончался в июле 1650 года.